# The Verge
The Verge est un site américain lancé le 21 octobre 2011 qui traite de l'actualité technologique, de l'information et des médias. Il est édité par Vox Media à Manhattan, et fait concurrence à des sites comme Engadget, Gizmodo, Mashable, CNET, Wired et TechCrunch. Il publie des dépêches, des traitements de fonds, des tests de matériel, et s'appuie beaucoup sur la vidéo à travers des podcasts télévisés. Son financement est assuré par la publicité et le sponsoring.
L'éditeur en chef de The Verge est Nilay Patel, remplaçant Joshua Topolsky depuis juillet 2014. Son responsable des contenus est Marty Moe. Le site web est basé sur Chorus, la plateforme de publication développée par Vox Media qui anime également Polygon.com et bientôt les blogs partenaires du groupe. Le logo du site est l’œuvre de l'entreprise de design Area 17, et se base sur un triangle de Penrose.

## Historique
The Verge est le fruit d'un projet porté par d'anciens journalistes du titre Engadget, propriété du groupe AOL. Sa naissance fait suite à une rupture entre l'équipe éditoriale et le groupe média, et au départ de l'essentiel des journalistes « historiques » du site web vers une nouvelle entité, construite avec Vox Media.

### The AOL Way
Le 3 avril 2011, le New York Times annonce dans un article que « 8 des plus importants membres du personnel éditorial et technologique de Engadget ont quitté ou vont quitter AOL pour construire un nouveau site gadget ». Sont concernés en particulier Joshua Topolsky, Nilay Patel, Paul Miller, Joanna Stern, Chris Ziegler, Ross Miller, Justin Glow et Dan Chilton,,. De nombreuses analyses attribuent la cause de ce départ à la fuite d'un document de 58 pages interne à AOL intitulé « The AOL Way », qui détaille la stratégie du groupe visant à l'établir comme « empire médiatique »,. Le document souligne que le groupe a l'intention de mettre l'accent en priorité sur le classement de ses sites dans les moteurs de recherche, sur le nombre de pages vues pour améliorer son positionnement par rapport aux annonceurs, et de manière générale d'optimiser au maximum la production de contenu éditorial pour en obtenir le plus grand profit possible. Le titre du document est inspiré de « The Bloomberg Way », une série de recommandations mises en œuvre au sein du titre de presse financière pour produire du contenu de très bonne qualité. Ce document fait l'objet de nombreuses critiques, notamment de la part de Courtney Boyd Myers de The Next Web qui suggère qu'AOL détruit le journalisme au profit du nombre de pages vues, et qu'il est difficile pour le groupe de trouver une méthode qui convienne à chacun des titres qu'il a acquis et qui fonctionnent en partie de manière autonome. Paul Miller, qui sera l'un des premiers à partir, explique sur son blog : 

« Pas besoin d'être un vétéran du journalisme pour réaliser que AOL a mal placé ses priorités par rapport au contenu. Comme le montre "AOL Way" et le confirme mon expérience personnelle, AOL voit le contenu comme une marchandise qu'il peut vendre contre des publicités. Cela pourrait avoir du sens du point de vue business (même si j'en doute), mais ça ne promeut ni le journalisme ni le divertissement de qualité, et cela empêche des équipes ambitieuses comme celle que j'ai connue et aimée à Engadget de prospérer. »

Tous les membres du groupes ne sont pas aussi ouverts à la critique publique envers AOL. Joanna Stern tweete ainsi simplement : « J'ai écrit un long billet de blog sur le fait qu'hier était mon dernier jour à Engadget, mais j'ai décidé de twitter ça à la place ». All Things Digital suggère que le départ de Joshua Topolsky et Nilay Patel sont dus pour l'essentiel à la difficulté de « travailler dans une grande structure ». Mais un article du New York Times révèle que des problèmes opérationnels étaient posés : 

« We have been working on blogging technology that was developed in 2003, we haven’t made a hire since I started running the site, and I thought we could be more successful elsewhere. »

### This Is My Next
Le 3 avril 2011, à la suite du départ de la future équipe de The Verge d'Engadget, Joshua Topolsky annonce le lancement imminent de son nouveau projet, en partenariat avec SB Nation. Dans l'attente du lancement officiel il lance 11 jours plus tard, avec Nilay Patel et Paul Miller, un blog baptisé This Is My Next, centré sur les nouvelles technologies, et reprenant le contenu de leur podcast hebdomadaire This Is My Next sur Engadget, précédemment posté sur les blogs respectifs des journalistes. Le blog fait office de site par intérim, et reprend ce qui fera par la suite la marque de fabrique de The Verge : le recours fréquent au format podcast, des analyses en profondeur. Le nom de domaine du site changera, de thisismynextpodcast.com à thisismynext.com, quand l'équipe décide d'en faire une « résidence temporaire » et d'y héberger leurs billets en plus du podcast. Le site publie en moyenne 3 à 5 billet par jour, rédigés par le trio mais aussi par Joanna Stern, Ross Miller, Chris Ziegler, Chad Mumm, Justin Glow, Dan CHilton, Thomas Ricker et Vlad Savov. Il ne cherche pas à atteindre la rentabilité, et n'affiche que très peu de publicités. Il atteint très vite des succès d'audience très forts, avec 1 million de visites uniques et 3,4 millions de pages vues, et se classe 22e dans le classement Techmeme puis dans la liste des meilleurs blogs 2011 du Time.
Le 1er novembre 2011 le nom de domaine thisismynext.com redirige vers The Verge, qui reprend son contenu. Le titre est encore repris pour certains articles publiés sur le site, qui décrivent des produits que les journalistes affectionnent particulièrement.

### Lancement
Le 1er novembre 2011, le site theverge.com se lance vers 4 heures du matin. Dans une interview publiée le même jour, SB Nation annonce le nom de l'entreprise qui chapeaute désormais SB Nation et The Verge (et par la suite Polygon): Vox Media. Le titre fait ses débuts avec une trentaine de journalistes basés au 126 de la 5e Avenue à Manhattan, dans un immeuble de style néo-classique proche de Madison Square Park. Il se donne pour objectif de combiner en un seul plusieurs types de sites consacrés à l'actualité : traiter l'actualité comme Engadget, tester les nouveaux produits comme CNet, produire des longs formats comme Wired, animer une communauté comme MacRumors (en) ou CrackBerry. Il publie à ses débuts entre 40 et 60 articles par jour, et ouvre avec une base de données de produits préexistante.
Une des forces de Vox Media réside dans leur système de gestion de contenu, décrit comme l'un des plus avancés sur Internet. Michael Bean, fondateur d'un des blogs sportifs de la plateforme SB Nation (Behind the Steel Curtain) déclare à propos de la plateforme : « les outils que SB Nation nous donne à nous autres blogueurs sont incroyables. Le CMS du réseau (...) et les aspects collaboratifs de la publication sur le site créent réellement une expérience unique et sociale ».

### WebTV
En mai 2018, The Verge lance une chaîne YouTube. En janvier 2019, cette chaine compte plus de 638 000 abonnés et 30 millions de vues. La chaîne a reçu plus de 5,3 millions de vues rien qu'en novembre 2018. 

## Contenu
The Verge propose une grande variété de contenus :
- Une base de données d'articles technologiques (smartphones, tablettes, logiciels etc.), référencés avec leur date de disponibilité, leurs caractéristiques techniques, et des critiques de journalistes qui leur sont associées. Chaque critique donne lieu à une note sur 10.0, avec une notation à la décimale près. Les utilisateurs peuvent aussi poster leurs propres critiques.
- Des articles au long cours, des interviews de grands noms du secteur technologique américain, des éditos, des analyses sur la culture tech aux États-Unis, et des articles d'information.
- Un podcast hebdomadaire diffusé en direct via Livestream, The Vergecast. Les intervenants habituels en sont Topolsky, Pattel et Miller, parfois rejoints par d'autres membres des équipes éditoriales. Les utilisateurs peuvent interagir entre eux et avec l'équipe durant la discussion. Après le live, le podcast est accessible en direct download depuis le site même ou via iTunes, Zune ou par RSS. Le premier épisode est diffusé le 4 novembre 2011.
- Un second podcast hebdomadaire, introduit le 8 novembre 2011: The Verge Mobile Podcast. Il est principalement consacré aux téléphones mobiles, et ses intervenants réguliers sont Chris Ziegler, Vlad Savov et Dieter Bohn.
- Un show télévisé intitulé initialement The Verge Show puis renommé On The Verge, et annoncé le 6 août 2011 par Marty Moe. Le premier épisode est diffusé le 14 novembre 2011.